# Ragnarok (televisieserie)
Ragnarok is een Noorse televisieserie uit 2020. Het verhaal hiervan is een hedendaagse vertelling in combinatie met de mythe omtrent Ragnarok. De serie werd in drie seizoenen van ieder zes afleveringen uitgezonden door streamingdienst Netflix. Het verhaal speelt zich af in de fictieve plaats Edda.

## Verhaal
De zeventienjarige Magne keert samen met zijn moeder Turid en jongere broer Laurits terug naar het Noorse dorpje Edda, waar de familie eerder al woonde tot het plotselinge overlijden van Magnes vader. Bij aankomst worden ze even opgehouden omdat de wat oudere Wotan de weg versperd met zijn scootmobiel. Nadat Magne uitstapt om hem te helpen, wordt hij benaderd door supermarktmedewerkster Wenche. Op het moment dat zij zijn voorhoofd aanraakt, verandert er iets in Magne. Hij merkt in de dagen die volgen dat hij plotseling scherp ziet zonder bril, een hamer anderhalve kilometer weg kan gooien en in minder dan zeven seconden 100 meter kan rennen. Hij raakt er hierdoor stukje bij beetje van overtuigd dat hij een reïncarnatie van Thor is. Magnes capaciteiten worden ook opgemerkt door Vidar, Ran, Saxa en Fjor Jutul. Zij doen zich voor als een gezin van vier, maar zijn in werkelijkheid vier meer dan 3000 jaar oude Jötun die zich alleen voordoen als mensen. Hun familiebedrijf is het op vier na grootste bedrijf van Noorwegen. De familie geniet daarom grote rijkdom en status, die ze door de wederkomst van Thor bedreigd zien worden. Zeker wanneer er een schandaal rondom hun bedrijf aan het licht komt.

## Rolverdeling
| Acteur                  | Personage  | Opmerkingen                                          |
| ----------------------- | ---------- | ---------------------------------------------------- |
| David Stakston          | Magne      | Hoofdrol                                             |
| Jonas Strand Gravli     | Laurits    | Broer van Magne                                      |
| Herman Tømmeraas        | Fjor       | Zoon van Vidar, schoolgenoot van Magne en Laurits    |
| Theresa Frostad Eggesbø | Saxa       | Dochter van Vidar, schoolgenoot van Magne en Laurits |
| Synnøve Macody Lund     | Ran        |                                                      |
| Henriette Steenstrup    | Turid      |                                                      |
| Odd-Magnus Williamson   | Erik       |                                                      |
| Danu Sunth              | Iman       |                                                      |
| Gísli Örn Garðarsson    | Vidar      | CEO van Jutul Industries                             |
| Kornelia Eline Skogseth | Hilde      |                                                      |
| Bjørn Sundquist         | Wotan      |                                                      |
| Jeppe Beck Laursen      | Radio Host |                                                      |
| Billie Barker           | Signy      |                                                      |
| Emma Bones              | Gry        |                                                      |
| Tani Dibasey            | Oscar      |                                                      |
| Vebjørn Enger           | Jens       |                                                      |
| Eli Anne Linnestad      | Wenche     |                                                      |
| Benjamin Helstad        | Harry      |                                                      |
| Jesper Malm             | Moland     |                                                      |

## Afleveringen

### Seizoen 1 (2020)
| Nr. | Ep | Titel aflevering          |
| --- | -- | ------------------------- |
| 1   | 1  | New Boy                   |
| 2   | 2  | 541 Meters                |
| 3   | 3  | Jutulheim                 |
| 4   | 4  | Ginnungagap               |
| 5   | 5  | Atomic Number 48          |
| 6   | 6  | Yes, We Love This Country |

### Seizoen 2 (2021)
| Nr. | Ep | Titel aflevering                            |
| --- | -- | ------------------------------------------- |
| 1   | 7  | Brothers in Arms                            |
| 2   | 8  | What Happened to the Nice, Old Lady?        |
| 3   | 9  | Power to the People                         |
| 4   | 10 | God Is God, Though All Men Death Had Tasted |
| 5   | 11 | Know Yourself                               |
| 6   | 12 | All You Need Is Love                        |

### Seizoen 3 (2023)
| Nr. | Ep | Titel aflevering      |
| --- | -- | --------------------- |
| 1   | 13 | War Is Over           |
| 2   | 14 | Till Death Do Us Part |
| 3   | 15 | Losing My Religion    |
| 4   | 16 | My Precious           |
| 5   | 17 | A Farewell to Arms    |
| 6   | 18 | Ragnarok              |